# گمینا یاسوو
گمینا یاسوو (به لهستانی:  Gmina Jasło) یک گمینا در لهستان است که در شهرستان یاسوو واقع شده‌است. گمینا یاسوو ۹۳٫۱ کیلومتر مربع مساحت و ۱۵٬۷۷۴ نفر جمعیت دارد.